# Environnement de bureau
Pour les articles homonymes, voir Bureau.
Ne doit pas être confondu avec Environnement graphique.
En informatique, un environnement de bureau (de l'anglais desktop environment) est un logiciel (ensemble de programmes) qui permet de manier l'ordinateur à travers une interface utilisateur qui se présente en mode graphique (graphical shell) sous l'aspect d'un bureau. Il s'agit d'un type d'environnement graphique où le terme « environnement de bureau » provient de la métaphore du bureau, sur laquelle sont fondés ces produits.
Certains systèmes d'exploitation comme Windows et MacOS incorporent leur environnement de bureau, d'autres comme Unix et Linux présentent un choix d'environnements de bureau.

## Histoire
La métaphore du bureau a été introduite par Alan Kay au Palo Alto Research Center (Xerox) en 1970. Le premier ordinateur à exploiter le concept fut le Xerox Alto (1973), machine expérimentale à diffusion restreinte, et le premier système commercialisé l'utilisant fut le Xerox Star (1981). Il fut suivi par l'Apple avec le Lisa (1983), puis le Macintosh (1984).
La métaphore du bureau est apparue dans l'ordinateur Xerox Star, construit en 1981. L'idée sous-jacente est qu'utiliser un ordinateur est similaire au travail de bureau. Le contenu de l'ordinateur est alors représenté comme étant des documents et des classeurs, ainsi qu'une corbeille à papier et une calculatrice posées sur la surface d'un bureau.
Un document peut être ouvert dans une fenêtre, qui affiche une page de ce document.
L'idée est d'offrir une interface graphique basée sur des icônes dont la présentation simule le dessus d'un bureau. Dans ce Xerox Star, destiné à être utilisée pour de la publication assistée par ordinateur, toutes les possibilités offertes sont visibles à l'écran, et l'utilisation se limite à faire usage de sa coordination motrice, sans avoir à apprendre un langage de commande. Les résultats sont immédiatement visibles à l'écran selon le principe WYSIWYG — What You See Is What You Get, c'est-à-dire « ce que vous voyez est ce que vous obtenez ».
Techniquement, il s'agissait d'une révolution :
- la structure des machines devait être révisée pour accélérer les affichages à l'écran ;
- la structure des graphismes, jusque-là reflétée par la structure des programmes de tracé, devait maintenant être reflétée par des structures de données descriptives ;
- une approche objet se révélait de plus en plus nécessaire.

L'idée a été reprise par les successeurs du Xerox Alto, dans l'environnement de bureau GEM de Digital Research, qui fut une copie quasi conforme du bureau du Mac jusqu'à ce qu'une décision de justice exige de la dégrader dans le cadre d'un procès en contrefaçon.
On la retrouvait dans l'interface utilisateur des ordinateurs Apple Lisa et Macintosh, comme dans les Amiga ou les Atari ST, ou encore le Modula Computer de Niklaus Wirth.
En 1983, Microsoft annonce la sortie de Windows, environnement de bureau pour les ordinateurs compatibles PC et le système d'exploitation MS-DOS. Il ne sera mis sur le marché qu'en 1985. Les versions 1 et 2 de Windows sont très limitées : pas de recouvrement de fenêtres dans la version 1, par exemple.
En 1993, le consortium X/Open, en collaboration avec Hewlett-Packard, IBM, Digital Equipment Corporation et Sun Microsystems, publie les spécifications techniques d'un environnement de bureau commun pour les différents Unix du marché, le Common Desktop Environment (abr. CDE). Cette spécification vise à unifier le look and feel des environnements de bureau des différents constructeurs, et couvre également l'interface de programmation et une suite de logiciels standards.
Tandis que le Common Desktop Environment est l'environnement de bureau normalisé sur les Unix sous licence propriétaire, sur les Unix libres tels que Linux et FreeBSD les deux environnements de bureau les plus populaires de 2011 sont KDE et GNOME, tous deux basés sur le X Window System.
Après la période de recherche de cohérence et d'unification des interfaces dans les années 1980 et 1990, les standards d'interaction sont peu à peu abandonnés dans les années 2010 et 2020.

## Environnement de bureau propriétaire
Les systèmes d'exploitation comme Windows et MacOS possèdent un environnement de bureau unique. L'avantage pour l'utilisateur est de retrouver partout un environnement standard et cohérent, et l'inconvénient de ne pas pouvoir l'améliorer à sa guise. Il existe cependant des variations des thèmes et aussi des logiciels tiers pouvant modifier certains éléments de l'interface graphique (comme les fenêtres, les boutons et les icônes) voire de changer complètement l'interface. Un exemple pour Windows a été WindowsBlinds. Les réfractaires aux interfaces de Windows 8 et 8.1 avaient également le recours de retrouver l'ancien menu "Démarrer" avec Classic Shell.

## Environnement de bureau libre
Sur les systèmes d'exploitation fonctionnant avec le système de fenêtrage X, l’environnement de bureau est plus souple pour deux raisons : décomposé en plusieurs éléments, il sépare le système de fenêtrage, le gestionnaire de fenêtres, l’environnement graphique et le gestionnaire de fichiers, chacun interchangeable et personnalisable. Par ailleurs, X-Window a été conçu dans le contexte d’ordinateurs en réseau et permet de répartir les clients correspondants sur plusieurs machines. Ainsi, vers 1990, on voyait des utilisateurs de machines Unix non-HP utiliser le gestionnaire de fenêtres HP présent sur une machine de ce constructeur appartenant à leur réseau local.
Les principaux environnements de bureau sont fournis avec une configuration de base, et permettent de ce fait à l’utilisateur de travailler tout de suite sans avoir à effectuer de multiples réglages.
Les programmes constituant les environnements de bureau ne sont pas tous directement visibles par l’utilisateur. Certains d’entre eux sont des services de bas niveau. Par exemple, dans l'architecture KDE se trouve une partie appelée KIO slave qui donne à l’utilisateur un accès à un grand nombre de périphériques virtuels. En dehors de l’environnement KDE, ces derniers ne sont pas accessibles.

### Liste d'environnements en développement actif
GNOME et KDE sont proposés par la plupart des distributions majeures. GNOME propose une interface uniformisée et simplifiée, au prix de l'absence de personnalisation.
KDE a fait le pari depuis ses débuts, de permettre un contrôle plus complet sur l'interface, son apparence et son fonctionnement, en contrepartie la simplicité n'est pas le mot d'ordre.
Bien qu'elles utilisent des bibliothèques graphiques différentes, les applications écrites pour chacun des deux fonctionnent en général sur l'autre, les deux bibliothèques étant en ce cas chargées sans que l'utilisateur ait à s'en occuper.
Cinnamon, MATE, Xfce possèdent un menu à deux niveaux semblable à celui de Windows 7. Xfce est préféré par des distributions sur lesquelles l'utilisateur se consacre surtout aux applications et attache peu d'importance au bureau lui-même, par exemple Ubuntu Studio.
| Environnement                     | Bibliothèque             | Capture d'écran | Création | Dernière version | Année de sortie | Distribution source                                                     |
| --------------------------------- | ------------------------ | --------------- | -------- | ---------------- | --------------- | ----------------------------------------------------------------------- |
| Budgie (Fork de GNOME Shell)      | GTK                      |                 | 2014     | 10.9.2           | 2024            | Solus                                                                   |
| CDE                               | Motif                    |                 | 1993     | 2.5.2            | 2023            |                                                                         |
| Cinnamon (Fork de GNOME Shell)    | GTK                      |                 | 2011     | 6.4.10           | 2025            | Linux Mint                                                              |
| Deepin Desktop                    | GTK                      |                 | 2004     | 23.1             | 2025            | Deepin                                                                  |
| Enlightenment                     | Gestionnaire de fenêtres |                 | 1996     | 0.27.1           | 2025            |                                                                         |
| Finder                            |                          |                 | 1984     | 15.5             | 2025            |                                                                         |
| GNOME                             | GTK                      |                 | 1999     | 48               | 2025            | Fedora Ubuntu Debian                                                    |
| KDE Plasma                        | Qt 6                     |                 | 1998     | 6.3              | 2025            | Kubuntu openSUSE KDE Neon Alt Workstation K Fedora KDE Manjaro KDE ROSA |
| LXQt (Fusion de LXDE et Razor-qt) | Qt                       |                 | 2013     | 2.2.0            | 2025            | Lubuntu[réf. nécessaire]                                                |
| LXDE                              | GTK                      |                 | 2006     | 0.11.1           | 2025            |                                                                         |
| MATE (Fork de GNOME 2)            | GTK                      |                 | 2011     | 1.28             | 2024            | Ubuntu MATE                                                             |
| Pantheon (Fork de GNOME Shell)    | GTK                      |                 | 2011     | 8.0.1            | 2025            | Elementary OS                                                           |
| Xfce                              | GTK                      |                 | 1996     | 4.20             | 2024            | Xubuntu                                                                 |

### Liste d'environnements au stade arrêté
| Environnement | Capture d'écran | Création | Dernière version | Arrêt (année) |
| ------------- | --------------- | -------- | ---------------- | ------------- |
| Elokab        |                 | 2014     | 4.3              | 2017          |
| Unity         |                 | 2011     | 7.5              | 2016          |
| Fluxbox       |                 | 2001     | 1.3.7            | 2015          |
| Openbox       |                 | 2002     | 3.6.1            | 2015          |
| Razor-qt      |                 | 2010     | 0.5.2            | 2013          |
| Étoilé        |                 |          | 0.4.2            | 2012          |
| GNUstep       |                 | 1994     | 1.14.0           | 2007          |
| NeXTSTEP      |                 | 1989     | 3.3              | 1995          |
| GEM           |                 | 1985     | 3.11             | 1995          |
| OpenLook      |                 | 1988     |                  | 1993          |